# Hydrangea asterolasia
Hydrangea asterolasia là một loài thực vật có hoa trong họ Tú cầu. Loài này được Diels mô tả khoa học đầu tiên năm 1941.